# 黎明の戦女神
『黎明の戦女神』（れいめいのアテナ）は中里融司/著、田阪新之助/イラストのライトノベル。電撃文庫（メディアワークス）より2005年2月から2006年9月まで全4巻が刊行。混世魔（）と呼ばれる生き物の出現で人類が世界大戦を起こし、近代文明が滅んだ近未来の世界の日本が舞台。

## あらすじ
突如現れた妖星とともに出現した混世魔の暗躍によって世界中が不安定になり、やがて世界大戦が起こった。コンピュータを破壊するウイルス兵器、油田を破壊する新型生物兵器、そして核弾頭等ありとあらゆる兵器が使用され一週間で世界の国々が壊滅し、近代文明が崩壊し地球の人口が十分の一になった大破局。それから6年がたった日本。中央政府が消滅し、生き残った人々は残された近代兵器をかき集め、日本各地に軍事力を持つ集団がそれぞれの勢力範囲を作り、戦国時代のようになっていた。そして元神奈川県一帯を勢力下に置く《繚乱の軍団》のリーダー藤沢梓と、混世魔の力を捨てた少年峠昌樹が出会った時、事態は動き出す。

## 用語

### 混世魔（）
天に妖霊星が現れる時、その光に導かれた人間が覚醒して現れる存在。常人を超える肉体能力に加え、数々の超能力をも操る。文明がある程度に発展した時、それを破壊することで新たな進化を促す存在だ、とされるが、破壊願望や権力欲に取り付かれ、人間に取って代わろうとする者もおり、その実態は一様ではない。リーダーが「相模」と名乗っていることや、妖霊星と共に現れる設定から見て、モチーフは天狗。饗庭は「Ｔ反応体」と呼称している。能力を発動する際は顔に刺青のような光る独特の文様が生まれ、背に猛禽のような光の翼が生まれる。

### 妖霊（）
地球と火星の中間に出現した謎の星。直径二万四千キロと、地球の倍近い大きさを持つが、質量はゼロと言う常識を超えた存在である。その光を浴びた人間は闘争本能や猜疑心を刺激され相争うようになり、一部は混世魔に覚醒する。「太平記」において争いを呼ぶ星として記述されている。

## 登場人物

### 主人公
峠昌樹（とうげ　まさき）
自称「できそこないの混世魔」。恋人への劣等感や世界への不満から混世魔として覚醒し、大破壊に加担するが、恋人の死で良心に目覚めて粛清され、消滅は免れたものの六年間の眠りを余儀なくされた。大破壊後の世界を見て己の罪深さを自覚し、梓の理想実現の手助けをすることで贖罪にしようと考え、彼女の敵となる混世魔を人知れず倒していく。能力は対混世魔戦でのみ自由に使うことができ、隣り合う次元との壁を取っ払って多次元世界への入り口を生みだし、それを渦動として相手にぶつけることができる（ミキサーやフードプロセッサの刃が多次元世界への入り口と解釈すればいい）という混世魔の中でも指折りの強大な能力者。その能力は防ぐことはかなわず、防御に転用すれば事実上不可侵となり、鉄壁となる。ただし、普段は人畜無害で無類に運が良いだけの青年として認識されている。従兵として梓に従っているうちに恋心を抱くが、混世魔であることを軍団に知られ袂を分かつ。戦後、迎えに来た梓と心をかわし、抱擁を交わした。武術の才はほとんどない。脇差を抜くことができないほどである。
技
渦動の剣　
次元渦動を自らの腕を軸として発動させたもの。その長さは自在だが、大体２メートル前後で基本は運用する。
多元時空渦動陣　
自らの周囲広範囲にわたって次元渦動を放つ。丹後玄蕃をこの技で討ち取った。受けた相手は絶叫と共に幾万、幾億の破片となって並行宇宙に消える。
螺旋渦動鋒　
人間大の直径を持つ次元渦動を数多織り重ねて敵に放つ昌樹の大技。渦動同士の間はほとんどないが、術者である昌樹自身は影響を受けずにその隙間を通り抜けて奇襲をかけることが可能。

### 繚乱の軍団
藤沢梓（ふじさわ　あずさ）
神奈川一帯を支配する「繚乱の軍団」リーダー。大異変以前は名子役として芸能界でも知られた女優だったが、大異変の最中政治的・戦略的才能とカリスマを開花させ、自らの軍団を作り上げることになる。宝蔵院流槍術の達人。人が自由に生きていける世界を作ることを宿願としているが、再生不良性貧血を患っており、自分の理想を受け継いでくれる相手を探している。最終話にて愛する人、昌樹と結ばれ、抱擁を交わす。
学文字桔梗（かむろ　ききょう）
軍団を支える三人の名将「繚乱の軍団の三ツ星」の一人。戦略眼と戦術眼を兼ね備える名将で剣の達人でもあり、軍団の副将的存在だった。梓たちに鯰田軍の秘密を伝えるべく、わざと敵の罠に踏み込み、無残な最期を遂げる事になる。
学文字竜胆（かむろ　りんどう）
桔梗の妹。猛虎の軍団と天命の軍団の勢力境界付近でゲリラ活動を繰り広げ、「三河山塊の山猫」の異名を取る。梓の招聘に応じて以後、秘められていた戦略的才能を目覚めさせ、桔梗の後継者として活躍する。傍若無人な性格で昌樹の天敵。モーニングフレイルを愛用する。
倭文貴文（しずり　たかふみ）
「繚乱の軍団の三ツ星」の一人。小柄で少年と見紛う外見の青年。個人的武勇は持たないが、優れた軍事的才能の持ち主で、様々な奇策を立案。軍団の軍師として活躍する。
飯久高剛（めしくたか　たけし）
「繚乱の軍団の三ツ星」の一人。スキンヘッドの巨漢で、軍団の先鋒を常に率いる猛将。外見に似合わず気さくで、弱いものに優しい性格。口癖は「飯食ったか？」。兵士が三人がかりで運ぶ金砕棒を片手で振り回す剛腕の持ち主。

### 天命の軍団
明倉景（みくら　みかげ）
愛知を中心とした地域を支配する「天命の軍団」リーダー。梓と同年で超人的なカリスマと美貌を誇る「もう一人の戦女神」。梓とは異なり、人は己の分をわきまえ、強者に従ってこそ幸せになれる、と言う思想の持ち主。それ故に数度にわたって梓と干戈を交えることになる。その出生には大きな秘密がある。
丹後玄蕃（たんご　げんば）
梓の軍師にして混世魔。水を自在に操る魔力を持ち、それを利用して思わぬ場所から軍を進め、あるいは悪天候を発生させることにより、数多くの敵を粉砕。景の覇業に貢献してきた。天明の軍団が繚乱の軍団と相まみえたとき、昌樹と一対一で戦闘。一時すさまじいまでに圧縮した水で持って昌樹を捕縛し勝利したと思われたが、皮膚との接触点ナノメートル単位の隙間に次元渦動を生みだされ、逃走に転じるも多元時空渦動陣によって億を超える破片となって他の次元へと消えた。

### 氷雪の軍団
伊達晶（だて　あきら）
東北一円を支配する「氷雪の軍団」リーダー。伊達政宗の後裔を自称し、祖先同様右目の光を失った隻眼の将である。調子が良く、勢力拡大のためにあらゆる手段をとることも厭わない機会主義者だが、部下や領民に対する思いやりは強く、リーダーとして慕われている。
朏百合（みかづき　ゆり）
晶の副官的存在で、実は混世魔。時間を自在に操作する能力を持つ。主人公昌樹同様の「できそこない」で、大破壊にも加担しなかった。晶を慕っており、彼のためならどんなことでもする覚悟を持っている。景とは大破壊以前の旧友。

### 黒潮の軍団
南郷朱美（なんごう　あけみ）
房総半島を支配する「黒潮の軍団」リーダー。梓の理想に共感し、同盟軍として協力を惜しまない。旧海保の巡視船や武装フェリーなど、この時代には珍しい強力な海上戦力を保有している。重要な同盟者だが出番はあまりない。

### 伏竜の軍団
饗庭文彦（あえば　ふみひこ）
長野周辺を支配する「伏竜の軍団」リーダー。「信濃の伏竜」の異名を取る知将。元科学者で、混世魔の正体にもかなり迫ったところまで研究を進めている。専守防衛を旨とし、侵略戦には加担しないが、防衛戦への協力は惜しまない。梓の同盟者の一人。

### 雷鮫の船団
竜巻真鈴（たつまき　まりん）
東海道沖の新島「雷鮫島」を本拠とする海賊のリーダーで「姫頭」と呼ばれる。外見に似合わずごつい野太刀を得物とし、海上自衛隊のステルスコルベットだった旗艦「愛鷹」に座乗する。最初は梓の敵だったが、その器に惹かれ、同盟相手となる。

### 猛虎の軍団
ゲイリー・ジャクソン
静岡一帯を支配する「猛虎の軍団」を率いる二人のリーダーの片方。常に正面に立つ事から「表の虎」と呼ばれる。旧在日米軍軍人で、ハルバードを自在に振るう豪放な性格の猛将。
鞍馬剣斗（くらま　けんと）
ジャクソンを支える軍師格でもう一人のリーダー「裏の虎」。旧自衛隊陸幕二部所属の情報将校。冷徹な性格の下に野望を秘めた策謀家。

### 鯰田軍
鯰田景元（なまずだ　かげもと）
元は製薬会社の社長で、埼玉を中心に北関東一帯を制するリーダー。虚栄心と侵略欲が強く、圧政を敷いているため領民からの受けはよくない。「繚乱の軍団」にとって最初の強大な敵となる。
都竹彩子（つづき　あやこ）
鯰田の副官兼愛人の妖艶な美女。正体は混世魔で、その能力で鯰田の覇業に貢献してきた。重力を操作し、流星雨を呼び寄せたり、台風を引き起こすなど、その能力は混世魔の中でも屈指のものを持つ。

### その他
相模（さがみ）
混世魔たちの王。核爆発にも匹敵する威力の雷撃を操り、昌樹を一撃で消滅させかけるほどの能力を持つ。人間としての顔は財閥の長で、作中のある人物の父親。
松古井甚三（まつこい　じんぞう）
組織に属さないフリーの武器商人。金にはうるさいが、取引相手を意気に感じることがあれば、金に糸目をつけずに援助すると言う男気の持ち主でもある。モデルは「エリア88」のマッコイ爺さん。

## 既刊一覧
- 中里融司（著）・田阪新之助（イラスト） 『黎明の戦女神』 メディアワークス〈電撃文庫〉、全4巻
  1. 2005年2月25日初版発行（2月10日発売[1]）、ISBN 4-8402-2941-4
  2. 2005年10月25日初版発行（10月10日発売[2]）、ISBN 4-8402-3184-2
  3. 2006年3月25日初版発行（3月10日発売[3]）、ISBN 4-8402-3349-7
  4. 2006年9月25日初版発行（9月10日発売[4]）、ISBN 4-8402-3554-6